# Yusuf Demir
Yusuf Demir (Vienna, 2 giugno 2003) è un calciatore austriaco di origini turche, attaccante o centrocampista del Galatasaray.

## Biografia
Suo fratello minore Furkan è un calciatore professionista.

## Caratteristiche tecniche
Attaccante molto tecnico sa agire anche da trequartista o ala, può essere schierato da centravanti o da falso nueve. Di piede mancino, è agile nelle movenze e dotato di un ottimo mancino, viene considerato uno dei migliori talenti della sua generazione.
Nel 2020 è stato inserito nella lista dei migliori sessanta calciatori nati nel 2003 stilata da The Guardian.

## Carriera

### Club

#### Gli inizi e il Rapid Vienna
Nato in Austria da genitori di origine turca, inizia la propria carriera nel settore giovanile del First Vienna dove milita dal 2010 al 2013 quando si trasferisce al più blasonato Rapid Vienna. Il 26 maggio 2019 firma il suo primo contratto professionistico valido fino al 2022 ed a partire dal novembre seguente inizia ad essere aggregato con continuità alla rosa della prima squadra. Il 14 dicembre fa il suo esordio fra i professionisti sostituendo Thomas Murg a otto minuti dalla fine dell'incontro vinto 3-0 contro l'Admira Wacker M., diventando il più giovane debuttante nella massima divisione austriaca per il club bianco-verde.
A partire dalla stagione 2020-2021 viene impiegato con maggiore continuità ed il 15 settembre trova il suo primo gol nell'incontro dei preliminari di Champions League perso 2-1 contro il Gent. Quattro giorni più tardi realizza una rete anche in Bundesliga, fissando il punteggio sul definitivo 1-1 contro lo Sturm Graz. Il 5 novembre fa il suo esordio anche in Europa League entrando in campo al 72' minuto e realizzando la rete del momentaneo 4-2 contro il Dundalk nei minuti finali.

#### Barcellona, ritorno al Rapid Vienna e Galatasaray
Il 9 luglio 2021 viene acquistato dal Barcellona in prestito oneroso con diritto di riscatto, fissato a 10 milioni di euro. Esordisce in maglia blaugrana il 21 agosto seguente, subentrando a Martin Braithwaite nel pareggio per 1-1 in casa dell'Athletic Bilbao.
Tuttavia, dopo avere trovato poco spazio con l'arrivo di Xavi al posto di Ronald Koeman in panchina, il 13 gennaio 2022 ritorna al Rapid Vienna. Contestualmente rinnova il proprio contratto con gli austriaci sino al 2024.
Nel 2022 passa alla squadra turca del Galatasaray per una cifra di 6 milioni di €.

### Nazionale
Nel 2020 viene convocato dalla nazionale under-21 austriaca a soli 17 anni, facendo il proprio esordio in occasione del match di qualificazione per l'Europeo under-21 2021 perso 5-1 contro l'Albania.
Il 16 marzo 2021 riceve la sua prima convocazione in nazionale maggiore. Fa il suo debutto 12 giorni dopo nel successo per 3-1 contro le Fær Øer, diventando (a 17 anni, 9 mesi e 27 giorni) il terzo debuttante più giovane nella storia della selezione austriaca dopo David Alaba e Hans Buzek.

## Statistiche
Statistiche aggiornate al 21 giugno 2024.

### Presenze e reti nei club
| Stagione               | Squadra                | Campionato             | Campionato | Campionato | Coppe nazionali | Coppe nazionali | Coppe nazionali | Coppe continentali | Coppe continentali | Coppe continentali | Altre coppe | Altre coppe | Altre coppe | Totale | Totale | Totale |
| Stagione               | Squadra                | Comp                   | Pres       | Reti       | Comp            | Pres            | Reti            | Comp               | Pres               | Reti               | Comp        | Pres        | Reti        | Pres   | Reti   |        |
| ---------------------- | ---------------------- | ---------------------- | ---------- | ---------- | --------------- | --------------- | --------------- | ------------------ | ------------------ | ------------------ | ----------- | ----------- | ----------- | ------ | ------ | ------ |
| 2018-2019              | Rapid Vienna II        | RL                     | 2          | 0          |                 | -               | -               | -                  | -                  | -                  |             | -           | -           | 2      | 0      |        |
| 2019-2020              | Rapid Vienna II        | RL                     | 9          | 1          |                 | -               | -               | -                  | -                  | -                  | -           | -           | -           | 9      | 1      |        |
| Totale Rapid Vienna II | Totale Rapid Vienna II | Totale Rapid Vienna II | 11         | 1          |                 | -               | -               |                    | -                  | -                  |             | -           | -           | 11     | 1      |        |
| 2019-2020              | Rapid Vienna           | BL                     | 6          | 0          | CA              | 0               | 0               | -                  | -                  | -                  | -           | -           | -           | 6      | 0      |        |
| 2020-2021              | Rapid Vienna           | BL                     | 25         | 6          | CA              | 2               | 1               | UCL+UEL            | 1+4                | 1+1                | -           | -           | -           | 32     | 9      |        |
| 2021-gen. 2022         | Barcellona             | PD                     | 6          | 0          | CR              | 0               | 0               | UCL                | 3                  | 0                  | SS          | 0           | 0           | 9      | 0      |        |
| gen.-giu. 2022         | Rapid Vienna           | BL                     | 11         | 1          | CA              | 1               | 0               | UECL               | 2                  | 0                  |             | -           | -           | 14     | 1      |        |
| ago. 2022              | Rapid Vienna           | BL                     | 1          | 1          | CA              | 1               | 0               | UECL               | 3                  | 0                  | -           | -           | -           | 5      | 1      |        |
| Totale Rapid Vienna    | Totale Rapid Vienna    | Totale Rapid Vienna    | 43         | 8          |                 | 4               | 1               |                    | 10                 | 2                  |             | -           | -           | 57     | 11     |        |
| ago. 2022-2023         | Galatasaray            | SL                     | 5          | 0          | CT              | 1               | 0               | -                  | -                  | -                  | -           | -           | -           | 6      | 0      |        |
| ago. 2023              | Galatasaray            | SL                     | 0          | 0          | CT              | -               | -               | UCL                | 0                  | 0                  | -           | -           | -           | 0      | 0      |        |
| Totale Galatasaray     | Totale Galatasaray     | Totale Galatasaray     | 5          | 0          |                 | 1               | 0               |                    | 0                  | 0                  |             | -           | -           | 6      | 0      |        |
| ago. 2023-2024         | Basilea                | SL                     | 11         | 0          | CS              | 2               | 1               | -                  | -                  | -                  | -           | -           | -           | 13     | 1      |        |
| Totale carriera        | Totale carriera        | Totale carriera        | 76         | 9          |                 | 7               | 2               |                    | 13                 | 2                  |             | -           | -           | 96     | 13     |        |

### Cronologia presenze e reti in nazionale
| Cronologia completa delle presenze e delle reti in nazionale ― Austria | Cronologia completa delle presenze e delle reti in nazionale ― Austria | Cronologia completa delle presenze e delle reti in nazionale ― Austria | Cronologia completa delle presenze e delle reti in nazionale ― Austria | Cronologia completa delle presenze e delle reti in nazionale ― Austria | Cronologia completa delle presenze e delle reti in nazionale ― Austria | Cronologia completa delle presenze e delle reti in nazionale ― Austria | Cronologia completa delle presenze e delle reti in nazionale ― Austria |
| Data                                                                   | Città                                                                  | In casa                                                                | Risultato                                                              | Ospiti                                                                 | Competizione                                                           | Reti                                                                   | Note                                                                   |
| ---------------------------------------------------------------------- | ---------------------------------------------------------------------- | ---------------------------------------------------------------------- | ---------------------------------------------------------------------- | ---------------------------------------------------------------------- | ---------------------------------------------------------------------- | ---------------------------------------------------------------------- | ---------------------------------------------------------------------- |
| 28-3-2021                                                              | Vienna                                                                 | Austria                                                                | 3 – 1                                                                  | Fær Øer                                                                | Qual. Mondiali 2022                                                    | -                                                                      | 85’                                                                    |
| 4-9-2021                                                               | Haifa                                                                  | Israele                                                                | 5 – 2                                                                  | Austria                                                                | Qual. Mondiali 2022                                                    | -                                                                      | 68’                                                                    |
| 7-9-2021                                                               | Vienna                                                                 | Austria                                                                | 0 – 1                                                                  | Scozia                                                                 | Qual. Mondiali 2022                                                    | -                                                                      | 77’                                                                    |
| 9-10-2021                                                              | Tórshavn                                                               | Fær Øer                                                                | 0 – 2                                                                  | Austria                                                                | Qual. Mondiali 2022                                                    | -                                                                      | 88’                                                                    |
| Totale                                                                 |                                                                        | Presenze                                                               | 4                                                                      |                                                                        | Reti                                                                   | 0                                                                      |                                                                        |

| Cronologia completa delle presenze e delle reti in nazionale ― Austria under 21 | Cronologia completa delle presenze e delle reti in nazionale ― Austria under 21 | Cronologia completa delle presenze e delle reti in nazionale ― Austria under 21 | Cronologia completa delle presenze e delle reti in nazionale ― Austria under 21 | Cronologia completa delle presenze e delle reti in nazionale ― Austria under 21 | Cronologia completa delle presenze e delle reti in nazionale ― Austria under 21 | Cronologia completa delle presenze e delle reti in nazionale ― Austria under 21 | Cronologia completa delle presenze e delle reti in nazionale ― Austria under 21 |
| Data                                                                            | Città                                                                           | In casa                                                                         | Risultato                                                                       | Ospiti                                                                          | Competizione                                                                    | Reti                                                                            | Note                                                                            |
| ------------------------------------------------------------------------------- | ------------------------------------------------------------------------------- | ------------------------------------------------------------------------------- | ------------------------------------------------------------------------------- | ------------------------------------------------------------------------------- | ------------------------------------------------------------------------------- | ------------------------------------------------------------------------------- | ------------------------------------------------------------------------------- |
| 4-8-2020                                                                        | Ried im Innkreis                                                                | Austria under 21                                                                | 1 – 5                                                                           | Albania under 21                                                                | Qual. Europeo Under-21 2021                                                     | -                                                                               | 68’                                                                             |
| 8-9-2020                                                                        | Ried im Innkreis                                                                | Austria under 21                                                                | 1 – 2                                                                           | Inghilterra under 21                                                            | Qual. Europeo Under-21 2021                                                     | -                                                                               | 64’                                                                             |
| 9-10-2020                                                                       | Pristina                                                                        | Kosovo under 21                                                                 | 0 – 1                                                                           | Austria under 21                                                                | Qual. Europeo Under-21 2021                                                     | -                                                                               |                                                                                 |
| 4-6-2021                                                                        | Ritzing                                                                         | Austria under 21                                                                | 2 – 1                                                                           | Slovacchia under 21                                                             | Amichevole                                                                      | -                                                                               | 59’                                                                             |
| 8-6-2021                                                                        | Ried im Innkreis                                                                | Austria under 21                                                                | 2 – 0                                                                           | Estonia under 21                                                                | Qual. Europeo Under-21 2023                                                     | 1                                                                               | 83’                                                                             |
| 16-11-2021                                                                      | Ried im Innkreis                                                                | Austria under 21                                                                | 1 – 3                                                                           | Croazia under 21                                                                | Qual. Europeo Under-21 2023                                                     | -                                                                               | 82’                                                                             |
| 23-9-2022                                                                       | Vienna                                                                          | Austria under 21                                                                | 5 – 1                                                                           | Montenegro under 21                                                             | Amichevole                                                                      | 1                                                                               | 80’                                                                             |
| 27-9-2022                                                                       | Vienna                                                                          | Austria under 21                                                                | 2 – 0                                                                           | Galles under 21                                                                 | Amichevole                                                                      | -                                                                               | 61’                                                                             |
| 17-11-2022                                                                      | Medolino                                                                        | Austria under 21                                                                | 1 – 1                                                                           | Turchia under 21                                                                | Amichevole                                                                      | -                                                                               | 71’                                                                             |
| 21-11-2022                                                                      | Pola                                                                            | Croazia under 21                                                                | 1 – 1                                                                           | Austria under 21                                                                | Amichevole                                                                      | -                                                                               | 79’                                                                             |
| 16-6-2023                                                                       | Wiener Neustadt                                                                 | Austria under 21                                                                | 3 – 1                                                                           | Islanda under 21                                                                | Amichevole                                                                      | -                                                                               | 77’                                                                             |
| 20-6-2023                                                                       | Senec                                                                           | Slovacchia under 21                                                             | 1 – 1                                                                           | Austria under 21                                                                | Amichevole                                                                      | -                                                                               | 46’                                                                             |
| 12-10-2023                                                                      | Hartberg                                                                        | Austria under 21                                                                | 1 – 2                                                                           | Norvegia under 21                                                               | Amichevole                                                                      | -                                                                               | 64’                                                                             |
| 17-10-2023                                                                      | Murska Sobota                                                                   | Slovenia under 21                                                               | 1 – 0                                                                           | Austria under 21                                                                | Qual. Europeo Under-21 2025                                                     | -                                                                               | 83’                                                                             |
| 17-11-2023                                                                      | Ried im Innkreis                                                                | Austria under 21                                                                | 2 – 0                                                                           | Francia under 21                                                                | Qual. Europeo Under-21 2025                                                     | -                                                                               | 82’                                                                             |
| 21-11-2023                                                                      | Ried im Innkreis                                                                | Austria under 21                                                                | 0 – 0                                                                           | Macedonia del Nord under 21                                                     | Amichevole                                                                      | -                                                                               | 62’                                                                             |
| 22-3-2024                                                                       | Ried im Innkreis                                                                | Austria under 21                                                                | 1 – 1                                                                           | Danimarca under 21                                                              | Amichevole                                                                      | 1                                                                               | 60’                                                                             |
| 26-3-2024                                                                       | Ried im Innkreis                                                                | Austria under 21                                                                | 2 – 2                                                                           | Cipro under 21                                                                  | Qual. Europeo Under-21 2025                                                     | -                                                                               | 61’                                                                             |
| Totale                                                                          |                                                                                 | Presenze                                                                        | 18                                                                              |                                                                                 | Reti                                                                            | 3                                                                               |                                                                                 |

## Palmarès
- Campionato turco: 2

Galatasaray: 2022-2023, 2024-2025
- Coppa di Turchia: 1

Galatasaray: 2024-2025